# Eucalyptus pterocarpa
Eucalyptus pterocarpa är en myrtenväxtart som beskrevs av C. Gardner och P. Lang. Eucalyptus pterocarpa ingår i släktet Eucalyptus och familjen myrtenväxter. Inga underarter finns listade i Catalogue of Life.